# Gauntlet Legends
Gauntlet Legends est un jeu vidéo d'action RPG sorti en 1998 sur borne d'arcade, Nintendo 64, Dreamcast et PlayStation. Le jeu a été initialement développé par Atari Games puis édité sur consoles par Midway Games.
Il s'agit de la suite de Gauntlet et Gauntlet II, sortis respectivement en 1985 et 1986.

## Histoire
Dans les siècles passés, un mage corrompu nommé Garm utilisa un ensemble de pierres runiques pour invoquer un démon, nommé Skorne. Cependant, Skorne écrasa Garm et emprisonna son âme aux enfers. Skorne, craignant la puissance des Runes, les a dispersées dans les quatre domaines, de sorte qu'elles ne pourraient jamais être utilisées contre lui.
Votre quête est de retrouver des pierres runiques, toutes dangereusement gardées, qui une fois réunies vous ouvriront les portes du temple du démon Skorne que vous devrez éliminer.

## Attributs
Un nouvel aspect de la série Gauntlet est établi dans Legends : la capacité d'améliorer le joueur au fur et à mesure que le jeu avance, en augmentant ses capacités grâce à l'expérience gagnée en tuant les ennemis ou en acquérant des trésors, similaires aux méthodes de progression des personnages dans de nombreux jeux de rôle.
Les quatre principaux attributs sont les suivants: 
- Force - Détermine les dégâts infligés par les attaques physiques.
- Vitesse - Détermine le mouvement des caractères et des taux d'attaque.
- Armure - Détermine la quantité de dégâts que le personnage subit quand il est attaqué .
- Magie - Détermine la portée et l'efficacité des attaques de potion magique.

Les attributs augmentent avec chaque niveau atteint; les augmentations peuvent également être achetées.
Comme avant, chacun a une plus grande capacité de départ dans un seul attribut que leurs camarades. 
- Guerrier / Minotaur - Force
- Assistant / Chackal / Sumner - Magie
- Archer / Tigresse - Vitesse
- Valkyrie / Falconess - Armure

La progression du personnage est sauvée par un système de mot de passe; un joueur peut progresser les quatre personnages à un niveau maximum de 99, et chacun de leurs attributs à un maximum de 999.

## Personnages

### Guerrier
Le guerrier frappe fort, et peut prendre la même peine de retour . Il est un personnage très indulgent pour le joueur débutant . Sa magie est faible, donc ne vous attendez pas à utiliser des potions pour vous sauver à chaque fois.

## Items
De nombreux items sont à votre disposition :
- Boussole - Vous commencez l'aventure avec, et c'est infini. La boussole est efficace pour vous aider à naviguer.
- Clés - Les clés sont utilisées pour déverrouiller les portes avec des serrures et des coffres au trésor. Si vous vous trouvez à court, vous pourrez toujours revenir à un niveau précédent et en ramasser davantage ou l'acheter chez Sumne.
- Potions - Elles peuvent être très utiles, notamment pour se protéger de la mort, cachée dans divers tonneaux ou coffres, qui enlève 100 points de vies à chaque personnage qui entre en contact avec elle. Il existe différentes façons d'utiliser les potions, vous pouvez les lancer comme une grenade, vous en servir comme bouclier, ou simplement, la propager autour de vous. La force des potions dépend des points d'attribut de magie de votre personnage.
- Or - Peut se trouver par terre, dans des tonneaux ou encore des coffres. L'or vous servira notamment pour acheter des items chez Sumner.
- Nourriture - Comme l'or, la nourriture se trouve par terre, dans les tonneaux ou les coffres. Les fruits vous donnent 50 points de vie, la viande vous en donne 100.
- Boutons rouges - Les boutons rouges contrôlent l'environnement. Ils vous aideront à avancer dans le niveau. Pour les activer, vous devez vous placer dessus. Parfois, ils ne s'activent que lorsque vous y restez. Une fois activé, ils permettront d'ouvrir des portes, de libérer des passages et plus!
- Coffres - Doit être ouvert avec une clé. Peut contenir pratiquement tout, y compris l'or, la mort, et les rouleaux écrits par Sumner .
- Tonneaux - Les tonneaux sont détruits lorsque vous leur tirez dessus. Comme les coffres, ils peuvent contenir une variété d'items, ou même rien! Il existe aussi le tonneau vert, qui libère un nuage de poison lorsqu'il est détruit, et, le baril rouge, qui explose.
- Manuscrits - Les manuscrits sont des notes de Sumner, vous indiquant la manière de procéder, par exemple pour trouver une rune.
- Souffles - Ils vous donnent un nombre limité d'attaques de souffle. Vous expirez essentiellement l'élément de choix de votre bouche pendant quelques secondes tout en balayant la tête d'avant en arrière.
- Amulettes - Applique l'élément à votre arme principale, ce qui cause des dégâts plus importants.
- Boucliers - Vous donne un bouclier, similaire à celle de la potion, qui inflige des dégâts aux ennemis et vous protège.
- Invisibilité - Vous rend invisible vis-à-vis des ennemis. Cependant, vous subissez quand même des dégâts si vous les touchez.
- Lévitation - Assez inutile, mais, il vous permet de flotter au-dessus des pièges placés au sol.
- Bottes de rapidité - Vous permet d'avancer plus rapidement.
- Tirs à 3 ou 5 directions - Vous permet de tirer X projectiles en même temps. Les projectiles sont lancés dans la direction que vous souhaitez, ils sont juste étalés.
- Tirs rapide - Augmente la rapidité à laquelle vous tirez.
- Tirs réfléchi - Vos attaques de projectiles rebondissent sur les murs. Il en existe également un qui rebondit entre les ennemis.
- Super tirs - Vous offre un nombre illimité d'attaques nécessitant le turbo L3.
- Arrêt de temps - Arrête les ennemis, générateurs et pièges.
- Phoenix - Vous donne un Phoenix de manière limitée, qui agit comme une arme supplémentaire.
- Croissance du joueur - Agrandit fortement votre personnage.
- Ennemis rétrécis - Réduit la taille de tous les ennemis.
- Le marteau du tonnerre - Vous offre un large marteau aux coups limités qui frappe vers le bas et détruit tous les ennemis aux alentours.
- Invincibilité - Il y a deux niveaux d'invincibilité, la première est d'être en bloc d'argent, ainsi, vous ne subirez plus aucun dégâts pendant un certain laps de temps. Et celui d'or, où vous gagnez des points de vie au lieu d'en perdre. Cependant, vous ne pouvez pas activer/désactiver cet item.